# Trimethadion-Embryopathie
Die Trimethadion-Embryopathie ist ein seltenes Fehlbildungssyndrom des Neugeborenen aufgrund der Einnahme bestimmter Antiepileptika während der Schwangerschaft der Mutter, nämlich der Derivate des Oxazolidins (Oxazolidin-2,4-dione) wie Paramethadion und Trimethadion.
Synonyme sind: Trimethadion-Exposition, vorgeburtliche; Trimethadion-Syndrom, fetales; englisch Fetal trimethadione syndrome (auch paramethadione syndrome, German syndrome, tridione syndrome)
Die Erstbeschreibung stammt aus dem Jahre 1970 durch die US-amerikanischen Ärzte James German, Areta Kowal und Kathryn H. Ehlers.

## Klinische Erscheinungen
Klinische Kriterien sind:
- Geistige Behinderung, Entwicklungsretardierung
- Intrauterine Wachstumsretardierung, nach der Geburt Minderwuchs
- Gesichtsdysmorphie mit Brachyzephalie, Hypoplasie des Oberkiefers, aufgeworfene Nase mit breitem Nasenrücken, Strabismus, Ptosis, Epikanthus, Lippen-Kiefer-Gaumenspalte, Mikrogenie, dysplastische Ohrmuscheln
- Herzfehler
- Hypospadie, Klitorishypertrophie